# Gnorimus variabilis
Gnorimus variabilis es una especie de coleóptero de la familia Scarabaeidae.

## Distribución geográfica
Habita en el paleártico: Europa y el noroeste de Oriente Próximo.